# Синка
Синка — річка в Україні, у Житомирському та Коростишівському районах Житомирської області. Ліва притока річки Тетерів. 

## Опис
Починається в урочищі Вацьківська дача біля станції Вереси. Наповнюється малими притоками та меліораційними каналами. По течії розташовано ряд штучних водойм, які використовуються для промислу риби. 
Має дві великі праві притоки — річки Руду та Лонку, а також одну ліву, які впадають у річку в урочищі Кривий Яр. 
Протікає через села Нова Вигода, Кмитів та Великі Кошарища. Довжина 10 км, похил річки — 1,5 м/км. Площа басейну 47,1 км².